# Felix Rosenqvist
Felix Rosenqvist (* 7. November 1991 in Värnamo) ist ein schwedischer Automobilrennfahrer. Er gewann 2011 und 2013 das Formel-3-Masters sowie 2014 und 2015 den Macau Grand Prix. Von 2012 bis 2015 startete er in der europäischen Formel-3-Meisterschaft. 2015 gewann er die Europameisterschaft. Von 2016 bis 2018 fuhr er in der FIA-Formel-E-Meisterschaft. Seit 2019 geht er in der IndyCar Series an den Start.

## Karriere
Rosenqvist begann seine Motorsportkarriere 2004 im Kartsport und war bis 2006 in dieser Sportart aktiv. 2007 gab er sein Debüt im Formelsport in der asiatischen Formel Renault Challenge. Rosenqvist gewann ein Rennen und beendete die Saison auf dem vierten Gesamtrang. Außerdem nahm er an zwei Rennen der nordeuropäischen Formel Renault teil. 2008 wechselte er in die Formel Asia 2.0. Er entschied zehn von 13 Rennen für sich und gewann den Meistertitel. Darüber hinaus startete er bei insgesamt sechs weiteren Rennen in der asiatischen Formel Renault Challenge und in der italienischen Formel Renault. Dabei gewann er zwei Rennen der asiatischen Formel Renault Challenge.
2009 kehrte Rosenqvist nach Europa zurück und gewann die Meistertitel der schwedischen Formel Renault und der NEZ Formel Renault. Außerdem nahm er an einem Rennwochenende der Formel Palmer Audi teil und gewann zwei von drei Rennen. Darüber hinaus machte er Erfahrungen abseits des Formelsports und trat als Gaststarter zu zwei Rennen im deutschen Seat Leon Supercopa an. 2010 wechselte Rosenqvist in den deutschen Formel-3-Cup zu Performance Racing. Er stand bei acht Rennen auf dem Podium und entschied zwei Rennen für sich. Die Saison beendete er auf dem fünften Gesamtrang.

### Formel-3-Euroserie
2011 wechselte Rosenqvist zu Mücke Motorsport in die Formel-3-Euroserie. Mit einem Sieg schloss er die Saison auf dem fünften Platz der Fahrerwertung ab. Mit 219 zu 251 Punkten verlor er das teaminterne Duell gegen Nigel Melker. Darüber hinaus gewann Rosenqvist in diesem Jahr das Formel-3-Masters. 2012 absolvierte Rosenqvist seine zweite Saison in der Formel-3-Euroserie für Mücke Motorsport. Darüber hinaus war er 2012 in der europäischen Formel-3-Meisterschaft, in die mehrere Rennen der Formel-3-Euroserie eingingen, wertungsberechtigt. Rosenqvist gewann in der zweiten Saisonhälfte vier Rennen, die zu beiden Serien zählten. In der Formel-3-Euroserie unterlag er seinem Teamkollegen Pascal Wehrlein, der Vizemeister wurde, und schloss die Saison auf dem vierten Rang ab. In der europäischen Formel 3 setzte er sich gegen Wehrlein, der dort Vierter war, durch und wurde Dritter in der Meisterschaft. Darüber hinaus nahm Rosenqvist 2012 am Macau Grand Prix teil und wurde für Mücke Motorsport startend Zweiter.

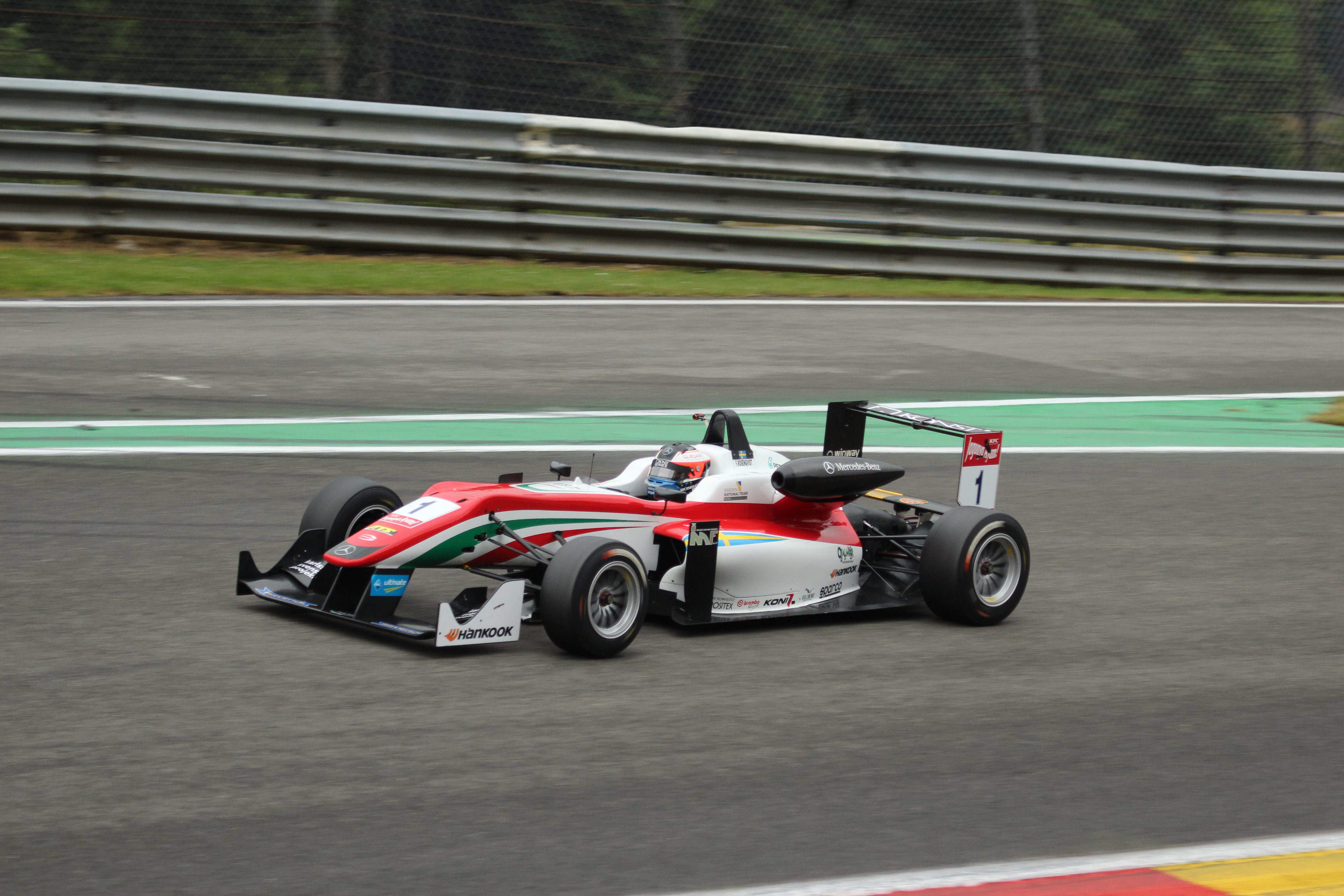
Felix Rosenqvist in Spa-Francorchamps in der europäischen Formel-3-Meisterschaft 2015

2013 blieb Rosenqvist bei Mücke Motorsport in der europäischen Formel-3-Meisterschaft. In Spielberg und Zandvoort entschied er jeweils alle drei Rennen für sich. In Zandvoort profitierte er davon, dass ein Gaststarter vor ihm ins Ziel kam, der jedoch nicht für die Wertung zählte. Rosenqvist gewann elf Rennen und stand insgesamt 18 mal auf dem Podest. Mit 457 zu 489,5 Punkten unterlag er am Ende Raffaele Marciello und wurde Vizemeister. Rosenqvist hatte in etwa fünfmal so viel Punkte wie seine Teamkollegen zusammen geholt. Darüber hinaus gewann er das Formel-3-Masters zum zweiten Mal in seiner Karriere. Damit wurde Rosenqvist der zweite Fahrer nach Valtteri Bottas dem dies gelang. 2014 bestritt Rosenqvist seine dritte Saison in der europäischen Formel-3-Meisterschaft für Mücke Motorsport. Rosenqvist gewann ein Rennen und stand ein weiteres Mal auf dem Podium. Während sein Teamkollege Lucas Auer mit 365 Punkten Gesamtvierter wurde, erreichte er den achten Gesamtrang mit 198 Punkten. Im Anschluss an die europäische Formel-3-Saison gewann Rosenqvist für Mücke Motorsport den Macau Grand Prix. Neben seinem Formel-3-Engagement bestritt Rosenqvist für Performance Racing vier Rennen in der Formel Acceleration 1. Dabei gewann er zweimal und stand als Dritter ein weiteres Mal auf dem Podium. Er wurde Fünfter in der Fahrerwertung.
2015 wechselte Rosenqvist innerhalb der europäischen Formel-3-Meisterschaft zum Prema Powerteam, dem Meisterteam des Vorjahres. Bereits beim ersten Rennwochenende in Silverstone erzielte er den ersten Sieg. Auch bei der zweiten Veranstaltung in Hockenheim gewann er ein Rennen und wurde zweimal Zweiter. Nach einem Rennwochenende ohne Podest-Platzierung gelang es ihm in Monza alle drei Rennen zu gewinnen. Nachdem er bei den nächsten zwei Veranstaltungen jeweils einmal auf dem Podium stand, erzielte er bei den folgenden vier Rennwochenenden durchgängig Podest-Platzierungen. In Zandvoort und Spielberg gewann er je ein Rennen, in Portimão zwei und auf dem Nürburgring erneut drei. Damit sicherte er sich den Europameistertitel bereits bei der zweitletzten Veranstaltung. Am Saisonende lag Rosenqvist mit 508 Punkten vor Antonio Giovinazzi mit 412,5 Punkten. Darüber hinaus entschied er erneut den Macau Grand Prix für sich.

### Verschiedene Serien
2016 absolvierte Rosenqvist Monoposto-Rennen in Nordamerika in der Indy Lights für Belardi Auto Racing. Bereits beim ersten Rennwochenende in St. Petersburg gewann er ein Rennen. In Toronto entschied er beide Läufe für sich. Da Rosenqvist noch an anderen Rennserien teilnahm, nahm er nur an 10 von 18 Indy-Lights-Rennen teil und wurde Gesamtzwölfter. Mit drei Siegen hatte er jedoch mehr Rennen gewonnen als der Gesamtsieger Ed Jones. Im Formelsport trat Rosenqvist zudem erneut zum Macau Grand Prix an und wurde Zweiter hinter António Félix da Costa. Zudem startete Rosenqvist 2016 im Sportwagen-Prototypen beim 24-Stunden-Rennen von Daytona in der IMSA WeatherTech SportsCar Championship. Darüber hinaus war Rosenqvist 2016 in Europa für Mercedes in mehreren GT-Rennserien eingebunden. Er begann die DTM-Saison 2016 als Ersatzfahrer von Mercedes und löste zur Saisonmitte Esteban Ocon bei ART Grand Prix ab. Bereits bei seinem ersten DTM-Rennen erzielte er einen Punkt. Am Saisonende belegte er den 25. Gesamtrang. Ferner nahm Rosenqvist an den Blancpain-GT-Meisterschaften teil. Für AKKA ASP ging Rosenqvist zusammen mit Tristan Vautier 2016 im Blancpain GT Series Sprint Cup an den Start. Die beiden gewannen ein Rennen und wurden in der Fahrerwertung Siebte. Im Blancpain GT Series Endurance Cup trat Rosenqvist zusammen mit Vautier und Renger van der Zande zum 24-Stunden-Rennen von Spa-Francorchamps an. Das Trio erreichte den zweiten Platz. Das Rennen zählte zudem zur Intercontinental GT Challenge. Darüber hinaus fuhr Rosenqvist 2016 zusammen mit Nikolaj Rogivue bei einem Rennwochenende der ADAC GT Masters.

### Formel E

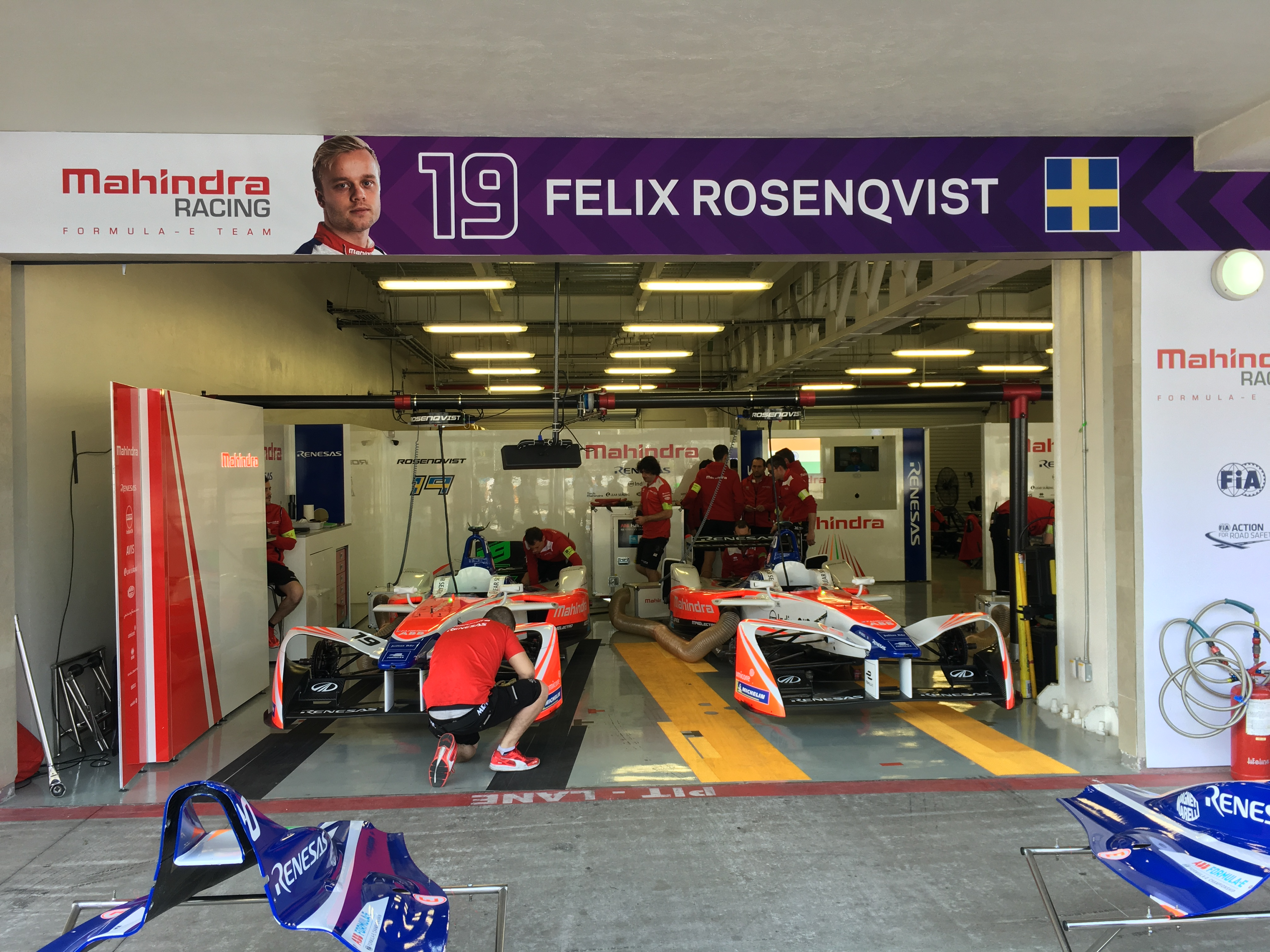
Rosenqvists Fahrzeuge beim Mexiko-Stadt E-Prix 2018

In der Saison 2016/17 ging Rosenqvist für Mahindra Racing in der FIA-Formel-E-Meisterschaft an den Start. Bei seinem Debütrennen in Hongkong wurde er 15. und erzielte die schnellste Runde, womit er auf Anhieb einen Punkt erzielte. Im nächsten ePrix in Marrakesch erreichte er von der Pole-Position aus startend den dritten Platz. Rosenqvist und Mercedes entschieden darauf, dass Rosenqvist sein DTM-Engagement nicht mehr weiter führte, um sich auf die Formel E zu fokussieren. Beim Berlin ePrix gewann er beim ersten Lauf sein erstes Formel-E-Rennen. Im zweiten Lauf stand er als Zweiter erneut auf dem Podest. Zwi weitere zweite Plätze folgten bei den nächsten Rennen in New York City und Montreal. Rosenqvist beendete seine Debütsaison auf dem dritten Gesamtrang. Mit 127 zu 88 Punkten setzte er sich dabei intern gegen Nick Heidfeld durch. Zudem fuhr Rosenqvist 2017 in Japan in der Super Formula für das SUNOCO Team LeMans. Er stand dreimal auf dem Podium und schloss die Saison auf dem dritten Platz der Fahrerwertung. Mit 28,5 zu 6 Punkten gegen Kazuya Ōshima entschied er auch hier das interne Duell für sich. Ferner startete Rosenqvist beim 24-Stunden-Rennen von Le Mans 2017 für DragonSpeed und absolvierte Gaststarts im skandinavischen Porsche Carrera Cup.
Für die FIA-Formel-E-Meisterschaft 2017/18 blieb Rosenqvist bei Mahindra Racing. Er gewann den zweiten Lauf in Hongkong und auch das folgende Rennen in Marrakesch; in Mexiko erlitt er in Führung liegend technische Probleme und musste aufgeben. Nach weiteren technischen Problemen in den folgenden Rennen belegte er am Saisonende den sechsten Gesamtrang. Ferner nahm Rosenqvist 2018 an einem Rennen der IMSA WeatherTech SportsCar Championship teil.

### IndyCar Series

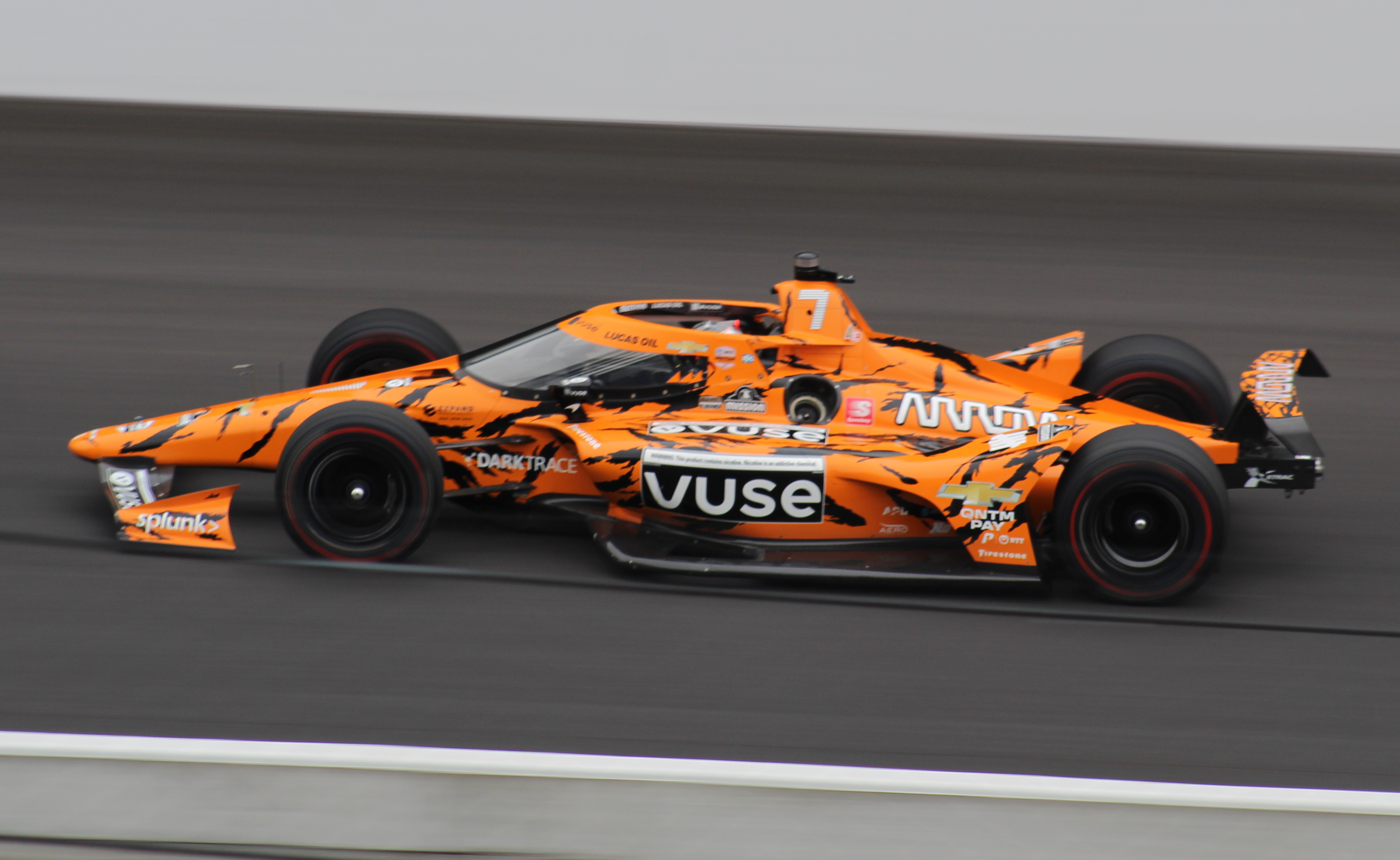
Rosenqvist auf dem Indianapolis Motor Speedway 2021

2019 wechselte Rosenqvist in die IndyCar Series zu Chip Ganassi Racing, einem der erfolgreichsten Teams des Sports. Vor Beginn der IndyCar-Saison trat er beim Saisonauftakt der FIA-Formel-E-Meisterschaft 2018/19 in Diriyya für Mahindra Racing an, wo er ausschied. Sein IndyCar-Debütrennen in St. Petersburg beendete er auf dem vierten Platz. Im fünften Rennen der Saison in Indianapolis stand er auf der Pole-Position. In Mid-Ohio und in Portland stand er mit je einem zweiten Rang auf dem Podium. Er entschied die Wertung Rookie of the Year mit fünf Punkten Vorsprung auf Colton Herta für sich. In der Fahrerwertung wurde er mit 425 Punkten sechster.
Im Jahr 2020 lag er beim Saisonauftakt in Fort Worth zehn Runden vor dem Rennende auf dem zweiten Platz. Bei einer Überrundung verlor er die Kontrolle über seinen Wagen und krachte in die Streckenbegrenzung. Er gewann in Elkhart Lake, bei seinem 21. Start, erstmals ein IndyCar-Rennen. In der Fahrerwertung belegte er den elften Rang. Am Ende des Jahres gab er seinen Wechsel zu Arrow McLaren SP bekannt. Beim ersten Rennen in Detroit verunfallte er schwer, als sein Wagen ohne zu verzögern in die Streckenbegrenzung prallte. Rosenqvist wurde von den Rettungskräften aus dem Fahrzeug gehoben und er verbrachte zur Beobachtung eine Nacht im Krankenhaus. Zwei Rennen musste er pausieren, er trug aber keine schweren Verletzungen davon. Seine besten Ergebnisse der Saison waren ein sechster und ein achter Platz. Am Ende belegte er den 21. Rang in der Fahrerwertung.

## Statistik

### Karrierestationen
| - 2004–2006: Kartsport - 2007: Asiatische Formel Renault Challenge (P4) - 2007: Nordeuropäische Formel Renault (P46) - 2008: Formel Asia 2.0 (Meister) - 2008: Asiatische Formel Renault Challenge (P8) - 2008: Italienische Formel Renault - 2009: Schwedische Formel Renault (P1) - 2009: NEZ Formel Renault (P1) - 2009: Formel Palmer Audi (P21) - 2010: Deutsche Formel 3 (5) - 2011: Formel-3-Euroserie (P5) - 2012: Formel-3-Euroserie (P4) - 2012: Europäische Formel 3 (P3) | - 2013: Europäische Formel 3 (P2) - 2014: Europäische Formel 3 (P8) - 2014: Formel Acceleration 1 (P5) - 2015: Europäische Formel 3 (P1) - 2016: Indy Lights (P12) - 2016: DTM (P25) - 2016: Blancpain Sprint Series (P7) - 2016: Blancpain Endurance Series (P23) - 2016: ADAC GT Masters (P37) - 2016: Intercontinental GT Challenge (Platz7) - 2016: IMSA WeatherTech SportsCar Championship (P31) - 2017: Formel E (P3) - 2017: Super Formula (P3) | - 2017: Formel E (P3) - 2017: Super Formula (P3) - 2018: Formel E (P6) - 2018: IMSA WeatherTech SportsCar Championship - 2019: IndyCar Series (P6) - 2020: IndyCar Series (P11) - 2021: IndyCar Series (P21) - 2022: IndyCar Series (P8) - 2023: IndyCar Series (P12) - 2024: IndyCar Series (P12) |

### Einzelergebnisse in der Formel-3-Euroserie
| Jahr | Team             | Motor         | 1   | 2   | 3   | 4   | 5   | 6   | 7   | 8   | 9   | 10  | 11  | 12  | 13  | 14  | 15  | 16  | 17  | 18  | 19  | 20  | 21  | 22  | 23  | 24  | 25  | 26  | 27  | Punkte | Rang |
| ---- | ---------------- | ------------- | --- | --- | --- | --- | --- | --- | --- | --- | --- | --- | --- | --- | --- | --- | --- | --- | --- | --- | --- | --- | --- | --- | --- | --- | --- | --- | --- | ------ | ---- |
| 2011 | Mücke Motorsport | Mercedes-Benz | LEC | LEC | LEC | HO1 | HO1 | HO1 | ZAN | ZAN | ZAN | SPI | SPI | SPI | NOR | NOR | NOR | NÜR | NÜR | NÜR | SIL | SIL | SIL | VAL | VAL | VAL | HO2 | HO2 | HO2 | 219    | 5.   |
| 2011 | Mücke Motorsport | Mercedes-Benz | 2   | 4   | DNF | 5   | 5   | 3   | 2   | 3   | 2   | DNF | 10  | DNF | DSQ | 5   | 5   | 3   | 2   | 4   | 4   | 7   | DNF | 2   | 6   | 4   | 2   | 1   | DNF | 219    | 5.   |
| 2012 | Mücke Motorsport | Mercedes-Benz | HO1 | HO1 | HO1 | BRH | BRH | BRH | SPI | SPI | SPI | NOR | NOR | NOR | NÜR | NÜR | NÜR | ZAN | ZAN | ZAN | VAL | VAL | VAL | HO2 | HO2 | HO2 |     |     |     | 212,5  | 4.   |
| 2012 | Mücke Motorsport | Mercedes-Benz | 3   | 3   | 3   | 7   | 5   | DNF | 9   | DNF | 11  | 6   | 4   | 14  | 4   | 3   | DNF | 1   | 6   | 4   | 13  | 8   | 1   | 1   | 9   | 1   |     |     |     | 212,5  | 4.   |

### Einzelergebnisse in der europäischen Formel-3-Meisterschaft
| Jahr | Team                        | Motor    | 1   | 2   | 3   | 4   | 5   | 6   | 7   | 8   | 9   | 10  | 11  | 12  | 13  | 14  | 15  | 16  | 17  | 18  | 19  | 20  | 21  | 22  | 23  | 24  | 25  | 26  | 27  | 28  | 29  | 30  | 31  | 32  | 33  | Punkte | Rang |
| ---- | --------------------------- | -------- | --- | --- | --- | --- | --- | --- | --- | --- | --- | --- | --- | --- | --- | --- | --- | --- | --- | --- | --- | --- | --- | --- | --- | --- | --- | --- | --- | --- | --- | --- | --- | --- | --- | ------ | ---- |
| 2012 | Mücke Motorsport            | Mercedes | HO1 | HO1 | PAU | PAU | BRH | BRH | SPI | SPI | NOR | NOR | SPA | SPA | NÜR | NÜR | ZAN | ZAN | VAL | VAL | HO2 | HO2 |     |     |     |     |     |     |     |     |     |     |     |     |     | 192    | 3.   |
| 2012 | Mücke Motorsport            | Mercedes | 3   | 3   | 4   | 6   | 7   | DNF | 9   | 11  | 6   | 14  | 9   | DNF | 4   | DNF | 1   | 4   | 13  | 1   | 1   | 1   |     |     |     |     |     |     |     |     |     |     |     |     |     | 192    | 3.   |
| 2013 | Mücke Motorsport            | Mercedes | MON | MON | MON | SIL | SIL | SIL | HO1 | HO1 | HO1 | BRH | BRH | BRH | SPI | SPI | SPI | NOR | NOR | NOR | NÜR | NÜR | NÜR | ZAN | ZAN | ZAN | VAL | VAL | VAL | HO2 | HO2 | HO2 |     |     |     | 457    | 2.   |
| 2013 | Mücke Motorsport            | Mercedes | DNF | 4   | 11  | 3   | 1   | 2   | 8   | 10  | 1   | 4   | 5   | 3   | 1   | 1   | 1   | 2   | 2   | 1   | 3   | 9   | 5   | 2   | 1   | 1   | 10  | 9   | 6   | 1   | 1   | 2   |     |     |     | 457    | 2.   |
| 2014 | kfzteile24 Mücke Motorsport | Mercedes | SIL | SIL | SIL | HO1 | HO1 | HO1 | PAU | PAU | PAU | HUN | HUN | HUN | SPA | SPA | SPA | NOR | NOR | NOR | MOS | MOS | MOS | SPI | SPI | SPI | NÜR | NÜR | NÜR | IMO | IMO | IMO | HO2 | HO2 | HO2 | 198    | 8.   |
| 2014 | kfzteile24 Mücke Motorsport | Mercedes | 9   | 14  | 7   | 5   | 7   | DNF | 14  | DNF | 1   | 3   | 4   | 17  | 7   | 4   | 9   | 6   | 6   | 11  | 8   | 7   | 5   | 4   | DNF | DNF | 8   | 7   | DNF | 4   | 9   | DNF | 5   | 6   | 4   | 198    | 8.   |
| 2015 | Prema Powerteam             | Mercedes | SIL | SIL | SIL | HO1 | HO1 | HO1 | PAU | PAU | PAU | MNZ | MNZ | MNZ | SPA | SPA | SPA | NOR | NOR | NOR | ZAN | ZAN | ZAN | SPI | SPI | SPI | POR | POR | POR | NÜR | NÜR | NÜR | HO2 | HO2 | HO2 | 508    | 1.   |
| 2015 | Prema Powerteam             | Mercedes | 1   | 7   | 12  | 2   | 1   | 2   | 13  | 5   | 6   | 1   | 1   | 1   | 2   | DNF | 5   | 3   | 17  | 13  | 2   | 1   | 3   | 2   | 1   | 2   | 3   | 1   | 1   | 1   | 1   | 1   | 3   | 3   | 1   | 508    | 1.   |

### Einzelergebnisse in der Indy Lights
| Jahr | Team                | 1   | 2   | 3   | 4   | 5   | 6    | 7    | 8    | 9   | 10  | 11  | 12  | 13  | 14  | 15  | 16  | 17  | 18  | Punkte | Rang |
| ---- | ------------------- | --- | --- | --- | --- | --- | ---- | ---- | ---- | --- | --- | --- | --- | --- | --- | --- | --- | --- | --- | ------ | ---- |
| 2016 | Belardi Auto Racing | STP | STP | PHO | BAR | BAR | INDY | INDY | INDY | ROA | ROA | IOW | TOR | TOR | MDO | MDO | WGL | LAG | LAG | 185    | 12.  |
| 2016 | Belardi Auto Racing | 7   | 1*  | 15  | 14  | 8   | 4    | 6    | 9    |     |     |     | 1*  | 1*  |     |     |     |     |     | 185    | 12.  |

### Einzelergebnisse in der FIA-Formel-E-Meisterschaft
| Jahr    | Team            | 1   | 2   | 3   | 4    | 5     | 6   | 7   | 8   | 9    | 10  | 11  | 12  | 13  | 14 | 15 | 16 | Punkte | Rang |
| ------- | --------------- | --- | --- | --- | ---- | ----- | --- | --- | --- | ---- | --- | --- | --- | --- | -- | -- | -- | ------ | ---- |
| 2016/17 | Mahindra Racing | HKG | MAR | BUE | MEX  | MON   | PAR | BER | BER | NYC  | NYC | MTR | MTR |     |    |    |    | 127    | 3.   |
| 2016/17 | Mahindra Racing | 15  | 3   | 18  | *16* | 6     | 4   | 1   | 2   | 15   | 2   | 9   | 2   |     |    |    |    | 127    | 3.   |
| 2017/18 | Mahindra Racing | HKG | HKG | MAR | SAN  | MEX   | PUN | ROM | PAR | BER  | ZÜR | NYC | NYC |     |    |    |    | 96     | 6.   |
| 2017/18 | Mahindra Racing | 14  | 1   | 1   | 4    | °DNF° | °5° | DNF | 8   | °11° | 15  | 14  | 5   |     |    |    |    | 96     | 6.   |
| 2018/19 | Mahindra Racing | DIR | MAR | SAN | MEX  | HKG   | SAY | ROM | PAR | MCO  | BER | BRN | NYC | NYC |    |    |    | 0      | –    |
| 2018/19 | Mahindra Racing | DNF |     |     |      |       |     |     |     |      |     |     |     |     |    |    |    | 0      | –    |

| Legende                      | Legende       | Legende                                                                 |
| Farbe                        | Abkürzung     | Bedeutung                                                               |
| ---------------------------- | ------------- | ----------------------------------------------------------------------- |
| Gold                         | —             | Sieger                                                                  |
| Silber                       | —             | 2. Platz                                                                |
| Bronze                       | —             | 3. Platz                                                                |
| Grün                         | —             | Platzierung in den Punkten                                              |
| Blau                         | —             | Klassifiziert außerhalb der Punkteränge                                 |
| Violett                      | DNF           | Rennen nicht beendet                                                    |
| Violett                      | NC            | nicht klassifiziert                                                     |
| Rot                          | DNQ           | nicht qualifiziert                                                      |
| Schwarz                      | DSQ           | disqualifiziert                                                         |
| Weiß                         | DNS           | nicht am Start                                                          |
| Weiß                         | WD            | zurückgezogen                                                           |
| Weiß                         | C             | Rennen abgesagt                                                         |
| Blanko                       |               | nicht teilgenommen                                                      |
| Blanko                       | DNP           | gemeldet, aber nicht teilgenommen                                       |
| Blanko                       | INJ           | verletzt oder krank                                                     |
| Blanko                       | EX            | ausgeschlossen                                                          |
| sonstige Formate und Zeichen | P/fett        | Pole-Position                                                           |
| sonstige Formate und Zeichen | kursiv        | Schnellste Rennrunde (ab 2017/18: Schnellste Rennrunde der ersten Zehn) |
| sonstige Formate und Zeichen | unterstrichen | Führender in der Gesamtwertung                                          |
| sonstige Formate und Zeichen | °             | FanBoost                                                                |
| sonstige Formate und Zeichen | *             | nicht im Ziel, aufgrund der zurückgelegten Distanz aber gewertet        |
| sonstige Formate und Zeichen | ( )           | Streichresultat                                                         |

### Einzelergebnisse in der IndyCar Series
| Jahr | Team                | 1   | 2   | 3   | 4   | 5    | 6     | 7     | 8   | 9   | 10   | 11   | 12   | 13  | 14  | 15   | 16   | 17  | Punkte | Rang |
| ---- | ------------------- | --- | --- | --- | --- | ---- | ----- | ----- | --- | --- | ---- | ---- | ---- | --- | --- | ---- | ---- | --- | ------ | ---- |
| 2019 | Chip Ganassi Racing | STP | COA | ALA | LBH | IMS  | INDY  | DET   | DET | TXS | ROA  | TOR  | IOW  | MDO | POC | STL  | POR  | LAG | 425    | 6.   |
| 2019 | Chip Ganassi Racing | 4L  | 23  | 10  | 10  | 8L   | 28°29 | 4     | 16  | 12  | 6    | 5    | 14   | 2L  | 22  | 11L  | 2L   | 5   | 425    | 6.   |
| 2020 | Chip Ganassi Racing | TXS | IMS | ROA | ROA | IOW  | IOW   | INDY  | STL | STL | MDO  | MDO  | IMS  | IMS | STP |      |      |     | 306    | 11.  |
| 2020 | Chip Ganassi Racing | 20  | 15  | 18  | 1L  | 14L  | 15    | 12L14 | 8L  | 7   | 6    | 22   | 5L   | 11  | 18  |      |      |     | 306    | 11.  |
| 2021 | Arrow McLaren SP    | ALA | STP | TXS | TXS | IMS  | INDY  | DET   | DET | ROA | MDO  | NSH  | IMS  | STL | POR | LAG  | LBH  |     | 205    | 21.  |
| 2021 | Arrow McLaren SP    | 21  | 12  | 13  | 16  | 17   | 27L14 | 25    | INJ | INJ | 23   | 8    | 13   | 16  | 6   | 19   | 13   |     | 205    | 21.  |
| 2022 | Arrow McLaren SP    | STP | TXS | LBH | ALA | IMS  | INDY  | DET   | ROA | MDO | TOR  | IOW1 | IOW2 | IMS | NSH | GAT  | POR  | LAG | 393    | 8.   |
| 2022 | Arrow McLaren SP    | 17  | 21  | 11  | 16  | 6L   | 48    | 10    | 6L  | 27  | 3°   | 26   | 7    | 9L  | 7   | 16L  | 10   | 19  | 393    | 8.   |
| 2023 | Arrow McLaren SP    | STP | TXS | LBH | ALA | IMS  | INDY  | DET   | ROA | MDO | TOR  | IOW1 | IOW2 | NSH | IMS | GAT  | POR  | LAG | 324    | 12.  |
| 2023 | Arrow McLaren SP    | 19  | 26L | 7   | 9   | 5L   | 273L  | 3     | 20  | 25  | 10   | 13   | 4L   | 22  | 27  | 8    | 2L   | 19L | 324    | 12.  |
| 2024 | Meyer Shank Racing  | STP | LBH | ALA | IMS | INDY | DET   | ROA   | LAG | MDO | IOW1 | IOW2 | TOR  | GAT | POR | MIL1 | MIL2 | NSH | 306    | 12.  |
| 2024 | Meyer Shank Racing  | 5   | 9L  | 4L  | 10  | 279  | 8     | 14L   | 11  | 14  | 13   | 26   | 23   | 6   | 14  | 13   | 11   | 27  | 306    | 12.  |
| 2025 | Meyer Shank Racing  | STP | TTC | LBH | ALA | IMS  | INDY  | DET   | GAT | ROA | MDO  | IOW1 | IOW2 | TOR | LAG | POR  | MIL1 | NSH | 315    | 6.   |
| 2025 | Meyer Shank Racing  | 7   | 5   | 4   | 13  | 10   | 45    | 21L   | 16L | 2L  | 6    | 17   | 7    | 19  | 24  |      |      |     | 315    | 6.   |

Legende

### Le-Mans-Ergebnisse
| Jahr | Team                | Fahrzeug | Teamkollege   | Teamkollege | Platzierung | Ausfallgrund |
| ---- | ------------------- | -------- | ------------- | ----------- | ----------- | ------------ |
| 2017 | DragonSpeed 10 Star | Oreca 07 | Henrik Hedman | Ben Hanley  | Rang 14     |              |

### Einzelergebnisse in der DTM
| Saison | Team           | Hersteller | 1   | 2   | 3   | 4   | 5   | 6   | 7   | 8   | 9   | 10  | 11  | 12  | 13  | 14  | 15  | 16  | 17  | 18  | Punkte | Rang |
| ------ | -------------- | ---------- | --- | --- | --- | --- | --- | --- | --- | --- | --- | --- | --- | --- | --- | --- | --- | --- | --- | --- | ------ | ---- |
| 2016   | ART Grand Prix | Mercedes   | HO1 | HO1 | SPI | SPI | LAU | LAU | NOR | NOR | ZAN | ZAN | MOS | MOS | NÜR | NÜR | HUN | HUN | HO2 | HO2 | 5      | 25.  |
| 2016   | ART Grand Prix | Mercedes   |     |     |     |     |     |     |     |     |     |     | 10  | 21  | 12  | 18  | 8   | 11  | DNF | 21* | 5      | 25.  |

| Legende  | Legende            | Legende                                                          |
| Farbe    | Abkürzung          | Bedeutung                                                        |
| -------- | ------------------ | ---------------------------------------------------------------- |
| Gold     | –                  | Sieg                                                             |
| Silber   | –                  | 2. Platz                                                         |
| Bronze   | –                  | 3. Platz                                                         |
| Grün     | –                  | Platzierung in den Punkten                                       |
| Blau     | –                  | Klassifiziert außerhalb der Punkteränge                          |
| Violett  | DNF                | Rennen nicht beendet (did not finish)                            |
| Violett  | NC                 | nicht klassifiziert (not classified)                             |
| Rot      | DNQ                | nicht qualifiziert (did not qualify)                             |
| Rot      | DNPQ               | in Vorqualifikation gescheitert (did not pre-qualify)            |
| Schwarz  | DSQ                | disqualifiziert (disqualified)                                   |
| Weiß     | DNS                | nicht am Start (did not start)                                   |
| Weiß     | WD                 | zurückgezogen (withdrawn)                                        |
| Hellblau | PO                 | nur am Training teilgenommen (practiced only)                    |
| Hellblau | TD                 | Freitags-Testfahrer (test driver)                                |
| ohne     | DNP                | nicht am Training teilgenommen (did not practice)                |
| ohne     | INJ                | verletzt oder krank (injured)                                    |
| ohne     | EX                 | ausgeschlossen (excluded)                                        |
| ohne     | DNA                | nicht erschienen (did not arrive)                                |
| ohne     | C                  | Rennen abgesagt (cancelled)                                      |
| ohne     | keine WM-Teilnahme |                                                                  |
| sonstige | P/fett             | Pole-Position                                                    |
| sonstige | 1/2/3/4/5/6/7/8    | Punktplatzierung im Sprint-/Qualifikationsrennen                 |
| sonstige | SR/kursiv          | Schnellste Rennrunde                                             |
| sonstige | *                  | nicht im Ziel, aufgrund der zurückgelegten Distanz aber gewertet |
| sonstige | ()                 | Streichresultate                                                 |
| sonstige | unterstrichen      | Führender in der Gesamtwertung                                   |